# NGC 4903
NGC 4903 este o astronomical radio source⁠(d) situată în constelația Centaurul. A fost descoperită în 30 martie 1835 de către John Herschel. Se află la o distanță de 71,86 de megaparseci de Pământ.